# Молодильные яблоки (мультфильм)
«Молоди́льные я́блоки» — советский рисованный мультфильм 1974 года, который создал режиссёр Иван Аксенчук по мотивам русской народной сказки «Сказка о молодце-удальце, молодильных яблоках и живой воде».

## Сюжет
Старый селянин посылает троих своих сыновей добыть ему молодильное яблоко с условием, что тот, кто выполнит его поручение, унаследует дом и землю-матушку от него. Три брата добираются до развилки трёх дорог и находят камень с надписью: «Кто поедет от сего камня прямо, будет голоден и холоден. Кто вправо поедет, жив и здрав будет, а коня потеряет. А кто влево поедет, честь и славу найдёт, а сам убит будет». Старшие братья, не дорожа конями, едут направо и попадают в кабак, где пьют и играют всё отведённое на поиски яблока время.
Младший сын Иван решает, что «за отца-родителя и голову сложить не страшно», и отправляется налево. Он встречает Серого Волка, который становится его другом и помощником. Иван добирается на Волке до дворца Царя-воителя, хозяина сада с молодильными яблоками. Тот требует в обмен на яблоко Златогривого коня, что хранится у Кощея Бессмертного. Кощей соглашается отдать своего коня за красавицу Синеглазку. Волк помогает добыть Синеглазку, обведя вокруг пальца и Кощея, и злого царя.
Иван возвращается в родные края на чудесном коне, с невестой и с яблоком для батюшки, но его подстерегают проигравшиеся до нитки братья, забивают насмерть дубинками и крадут яблоко, спеша отличиться перед отцом. Синеглазка своим искренним любовным поцелуем возвращает суженого снова к жизни. Иван приезжает домой и выводит обманщиков на чистую воду. Ему, как самому честному, и достаётся отцовская земля и дом отца.

## Создатели
- Автор сценария: Альберт Сажин
- Режиссёр: Иван Аксенчук
- Художники-постановщики: Станислав Соколов, Валентин Лалаянц
- Композитор: Юрий Саульский
- Оператор: Борис Котов
- Звукооператор: Георгий Мартынюк
- Художники-мультипликаторы: Виктор Шевков, Лев Рябинин, Юрий Кузюрин, Валентин Лалаянц, Алексей Букин, Николай Фёдоров, Анатолий Абаренов, Людмила Крылова, Леонид Каюков, Александр Давыдов
- Ассистент режиссёра: Зинаида Плеханова
- Ассистент художника: Елена Пророкова
- Монтажёр: Маргарита Михеева
- Редактор: Пётр Фролов
- Директор картины: Фёдор Иванов

## Роли озвучивали
- Гарри Бардин — Иван / Воитель / Старший брат
- Борис Андреев — Старый селянин
- Анатолий Папанов — Волк / средний брат
- Георгий Милляр — Кощей Бессмертный
- Юлиана Бугаева — Синеглазка
- Эльвира Бруновская — волшебная птица

## Издание на видео
- В начале 1990-х годов в СССР и России мультфильм выпущен на VHS кинообъединением «Крупный план» в сборниках мультфильмов «Летучий корабль», «В некотором царстве…» и «Аленький цветочек».
- В 2002 году перевыпущен на VHS студией «Союз видео» в сборнике мультфильмов «Русские сказки». В том же году мультфильм выпускался на DVD тем же изданием в одноимённом сборнике.
- Отреставрированная версия мультфильма выпущена на DVD изданием «Крупный план» в сборнике мультфильмов «Русские народные сказки» Выпуск 1.[2]

## О мультфильме
Аксенчук никогда не избегал новаторских решений. На «Молодильных яблоках» одобрял попытки С. М. Соколова и В. Г. Лалаянца подойти к фольклорному материалу по-новому, избежать «диснеевского» или «билибинского» стиля.

Особенно много экспериментов было осуществлено на «Молодильных яблоках». Художник-постановщик С. М. Соколов и оператор Б. С. Котов предложили множество интересных приёмов — световых, операторских. Для худсовета были проведены пробные съёмки. Один характерный пример — мерцание птицы Сирин. Фигура птицы, нарисованная белым контуром на целлулоиде, была раскрашена с сохранением прозрачности материала — так, чтобы целлулоидный лист превратился в подобие витража. Снизу к целлулоиду приклеивали вырезанную по силуэту компоновки измятую фольгу. Когда всё это попадало под софиты мультстанка, фольга отражала свет сквозь целлулоид, и Сирин вспыхивала множеством цветных искр. Этот эффект достигался без применения традиционных операторских приёмов: прожогов, оптических впечаток и прочего.— Георгий Бородин. «К 90-летию Ивана Аксенчука»